# FEAR Combat
FEAR Combat est un stand-alone gratuit de FEAR: First Encounter Assault Recon, un jeu vidéo sorti en 2005. FEAR Combat conserve uniquement le mode multijoueur de FEAR. Développé, tout comme la version complète par Monolith Productions ce titre propose dix-neuf cartes et douze armes différentes.